# Greuelpropaganda
Greuelpropaganda (ty. "ohygglig"), skräckpropaganda, falsk propaganda eller lögnaktig propaganda avsedd att ge en ofördelaktig bild av någon eller några; äldre uttryck på svenskan som fortfarande är vanligt i Tyskland.